# Фолксваген K70
„Фолксваген K70“ (на немски: Volkswagen K70) е модел голям автомобил (средноразмерен, сегмент D), произвеждан от 1970 до 1975 г. Изместен от конвейера от модела Volkswagen Passat.
Въведен в производство от компанията „NSU Motorenwerke“ през 1969 г. като „NSU K70“. След нейното придобиване от Фолксваген малко по-късно от 1970 г. е преименуван на „Фолксваген K70“. Това е първият автомобил на компанията „Фолксваген“, който е снабден с двигател с водно охлаждане, монтиран в предната част на превозното средство. В надпреварата за Европейски автомобил на годината през 1971 г. заема второ място.